# Andreas Frölich
Andreas Frölich (* 1963) ist ein deutscher Pianist und Professor an der Hochschule für Musik und Tanz Köln, Standort Aachen.

## Leben und Wirken
Nach seiner Schulzeit studierte Andreas Frölich Klavier bei Vitaly Margulis an der Musikhochschule Freiburg und bei Pavel Gililov an der Musikhochschule Köln. Nach seinem Abschluss als Konzertpianist und Preisträger bei bedeutenden Wettbewerben nahm Frölich anschließend eine rege Konzerttätigkeit im In- und Ausland auf, die ihn auf die großen Podien in Europa und unter anderem auch nach Südamerika, Südafrika, Japan und Australien führte. Darüber hinaus erhielt er Einladungen zu Auftritten im Rahmen des Rheingau Musik Festivals, des Schleswig-Holstein Musik Festivals, der Osterfestspiele Salzburg, des Würzburger Mozartfests, der Schubertiade in Roskilde und vielen anderen.
Als Solist trat er mit zahlreichen renommierten Orchestern auf wie beispielsweise der Wiener Kammerphilharmonie, dem Stuttgarter Kammerorchester, dem Württembergischen Kammerorchester Heilbronn, der Deutschen Kammerakademie Neuss, dem Münchener Kammerorchester, dem Beethoven Orchester Bonn, den Sankt Petersburger Philharmonikern, dem Limburgs Symfonie Orkest Maastricht, dem Beethoven Orchester Bonn, dem Armenian Philharmonic, den Salzburg Chamber Soloists, der Kammerphilharmonie Amadé, dem Concerto Málaga, dem Kuopio Symphonic Orchestra, sowie mit dem Tallinn Philharmonic Orcestra, Radio Symphonic Luxembourg, der Rheinischen Philharmonie Koblenz, dem Orchestre de Bretagne, dem Collegium instrumentale Halle und vielen anderen.
Einen Schwerpunkt seiner künstlerischen Tätigkeit bildet die Kammermusik. So konzertierte Frölich unter anderem mit dem Ensemble Wien und gehört derzeit neben Uta Klöber, Violine und Ramon Jaffé, Violoncello zu den Mitgliedern des renommierten Mendelssohn Trios Berlin. Er hat mehr als 100 Rundfunkproduktionen sowie 40 teils preisgekrönte CDs bei Labels wie CPO, EMI, BMG, Oehms Classics, VMS und Divox aufgenommen.
Zum Wintersemester im Jahr 2006 folgte Frölich einem Ruf an die Hochschule für Musik und Tanz Köln/Standort Aachen. Im Jahre 2001 gehörte Andreas Frölich zugleich auch zu den Mitbegründern und künstlerischen Leitern des AmadèO Festivals in Aachen und der Orpheo Konzertserie in Kerkrade (NL) und Herzogenrath, die jeweils jährlich im Rahmen des Euriade Festivals von der „Stichting Euriade e.V.“ ausgerichtet werden. Die von dem Philosophen Werner Janssen 1981 gegründete Stichting Euriade e. V. wählte Frölich in den geschäftsführenden Vorstand und übertrug ihm die musikalische Leitung des Euriade-Festivals. Als Teil des AmadéO Festivals wurde im Jahresrhythmus der Prix amadéo de piano für junge Pianisten und Pianistinnen ausgerichtet, der ab 2015 in MozARTe International Piano Competition umbenannt wurde. Zusammen mit Ilja Scheps gründete er dazu im Jahr 2015 den Verein MozARTe e. V. und übernahm mit Scheps zusammen die Leitung dieses Vereins und der Wettbewerbsjury.
Andreas Frölich ist Professor an der Hochschule für Musik und Tanz Köln/Standort Aachen sowie an der Yehudi Menuhin School London und unterrichtet nebenbei an Kalaidos Musikhochschule Zürich, an der Euro Arts Academy und an der Talent Music Masters Academy in Brescia. Er gibt regelmäßig internationale Meisterkurse, u. a. als Gastprofessor bei der Internationalen Sommerakademie Mozarteum Salzburg, den Holland music Sessions, dem Euroarts Festival, dem Maestro Piano Festival und Academy in Taiwan, dem Piano Loop Festival in Split/Kroatien und dem Boya Festival in Shanghai/China. Darüber hinaus ist es als Juror bei zahlreichen internationalen Klavierwettbewerben gefragt, unter anderem bei dem International Telekom Beethoven Competition Bonn. In den letzten Jahren gewannen seine Studenten mehr als 100 Preise (1. und 2. Preise) bei zahlreichen nationalen und internationalen Klavierwettbewerben.
Andreas Frölich ist offizieller Steinway Artist.

## Diskografie (Auswahl)
- Andreas Frölich (Klavier) und Ramon Jaffé (Violoncello): Méditation hébraique : Musik jüdischer Komponisten aus drei Jahrhunderten, Koch international, München, 1995
- Piano-Trio Salzburg – Andreas Frölich (Klavier), Ramon Jaffé (Violoncello) und Lavard Skou-Larsen (Violine): Enrique Granados: Cellostücke und Klaviertrios, CPO, 1995
- Andreas Frölich (Klavier) und Ramon Jaffé (Violoncello): Johannes Brahms in Bearbeitung seiner Freunde und Zeitgenossen, Koch International, München, 1996
- Andreas Frölich (Klavier) und Ramon Jaffé (Violoncello): Heinrich von Herzogenberg: Cellowerke und Kammermusik Teil II, CPO, 2000
- Andreas Frölich (Klavier) und Sonja van Beek (Violine): Erich Wolfgang Korngold: Complete works for violin and piano, CD-Universe, 2000
- Andreas Frölich (Klavier) und Sylvia-Elisabeth Viertel (Violine): Works for violin and piano, MusiContact Heidelberg, 2000
- Andreas Frölich (Klavier) und Ensemble Wien: W. A. Mozart: Klavierquartett KV 452, Koch/Schwann 2001
- Andreas Frölich (Klavier), Sonja van Beek (Violine) und Floris Mijnders (Violoncello): Beethoven und Brahms : Klaviertrios, Signum MusiContact Heidelberg, 2003
- Andreas Frölich (Klavier) und Ensemble Caméléon Amsterdam: Mozart im Salon : Klavierkonzert KV 415 und Oper in Kammermusikbesetzung, MusiContact, Heidelberg, 2004
- Andreas Frölich (Klavier), Stephan Picard (Violine) und Ramon Jaffé (Violoncello) (Mendelssohn Trio Berlin): Ferdinand Ries : Klaviertrios und Klavierquartette; CPO, 2004 und 2005
- Andreas Frölich (Klavier), Stephan Picard (Violine) und Ramon Jaffé (Violoncello) (Mendelssohn Trio Berlin): Astor Piazzolla: Meditango, VMS, Feldkirch, 2006
- Andreas Frölich (Klavier) und Kammerphilharmonie Amadé, Ltg: Frieder Obstfeld: W. A. Mozart: Klavierkonzert A-Dur KV 488, VMS, Feldkirch 2006
- Andreas Frölich (Klavier) und Ramon Jaffé (Violoncello): Edvard Grieg: works for violoncello and piano, CPO, 2008
- Andreas Frölich (Klavier) und Alexander Hülshoff (Violoncello): Musique Hébraique : Schostakowitsch, Bloch; VMS, Feldkirch, 2008
- Andreas Frölich (Klavier), Uta Kunert (Violine) und Ramon Jaffé (Violoncello) (Mendelssohn Trio Berlin): Johannes Brahms: Klaviertrio op.40, Scherzo FAE und 8 Lieder; VMS; Feldkirch, 2012
- Andreas Frölich (Klavier) und Deutsch Niederländische Kammerphilharmonie: W. A. Mozart : Klavierkonzert B-Dur KV 595, VMS; Feldkirch 2008
- Andreas Frölich (Klavier), Gilles Apap (Violine) und delian::quartett: Joseph Haydn: Klavierkonzert G-Dur und Konzert für Violine, Klavier und Streicher F-Dur, OEHMS Classics, 2009
- Andreas Frölich (Klavier): Frédéric Chopin: Cantabile (Walzer, Nocturnes, Prélude, Polonaise); VMS, Feldkirch 2010
- Andreas Frolich (Klavier) und Friedemann Eichhorn (Violine): Souvenir d' Amérique; Werke von Gershwin, Vieuxtemps, Korngold, Bloch, Williams, Waxmann, Bragato, Piazzolla, Kroll, Cage u. a., Oehms Classics 2012
- Andreas Frölich: Wolfgang Amadeus Mozart: Klavierkonzerte KV 238 und 415; Armenian Philharmonic Orchestra, Dirigent: Eduard Topchjan; Oehms Classics 2014
- Andreas Frölich (Klavier) und Alexander Hülshoff (Violoncello): Franz Schubert; Oehms Classics 2015
- Andreas Frölich (Klavier) und Ramon Jaffé (Violoncello): Russian Impressions For Cello And Piano, Oehms Classics 2020
- Andreas Frölich (Klavier) und Sonja Van Beek (Violine): Erich Wolfgang Korngold: Complete Works For Violin & Piano, Oehms Classics 2020